# Johann-Joseph-Fux-Konservatorium Graz

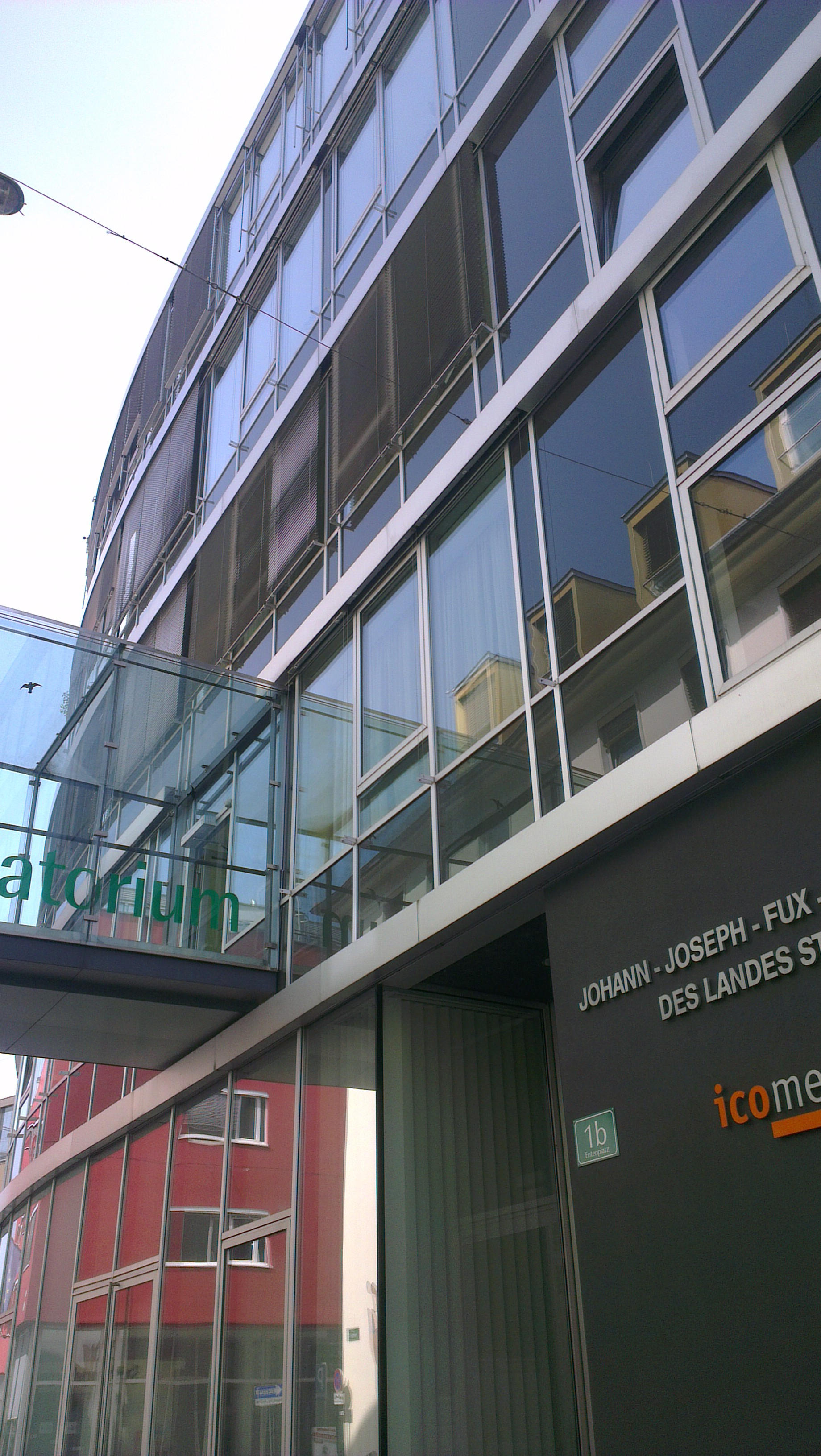
Fassade des Johann-Joseph-Fux Konservatorium im Grazer Bezirk Gries

Das Johann-Joseph-Fux-Konservatorium des Landes Steiermark in Graz, benannt nach Johann Joseph Fux, ist eine Musikschule in Graz.

## Allgemeines
Das Johann-Joseph-Fux-Konservatorium bietet neben der allgemeinen Musikausbildung auch außerordentliche Studiengänge für Klassik, Popularmusik, Blasorchesterleitung, Elementare Musikpädagogik, Chorleitung, Kinderchorleitung und Historische Instrumental-/Gesangspraxis sowie in Kooperation mit der Kunstuniversität Graz ein ordentliches IGP-Bachelorstudium für Volksmusik an.

## Geschichte
Im Jahr 1816 wurde die Singschule des Vereines eröffnet, Drei Jahre später folgten Instrumentalklassen, unter anderem Klassen für Blasinstrumente, Kontrabass und Gesang. Im Jahr 1840 stand der Verein kurz vor der Schließung, was allerdings durch die Fürsprache Erzherzog Johanns beim Kaiser verhindert werden konnte.
1920 durfte die 1816 aus dem Musikverein für Steiermark hervorgegangene Singschule erstmals den Konservatoriumstitel führen. "1939 wurde das Konservatorium schließlich verstaatlicht und vom Musikverein abgetrennt. Es wurde als Steirische Landesmusikschule in den nationalsozialistischen Aufbauplan des Steirischen Musikschulwerkes einbezogen und sollte hauptsächlich der Ausbildung von Berufsmusikern dienen. 1940 wurde die 1938 eröffnete Musikschule für Jugend und Volk angegliedert. Die Ausbildung von Musiklehrern übernahm die Staatliche Hochschule für Musikerziehung in Graz-Eggenberg ab dem Wintersemester 1939/40, eine der wichtigsten Musikausbildungsstätten im Deutschen Reich mit hochideologischer Funktion."
Nachdem die Steiermärkische Landesregierung nach dem Zweiten Weltkrieg beschloss, die Anstalt als Steiermärkisches Landeskonservatorium mit öffentlichen Mitteln weiterzuführen, wurde es von Direktoren wie Günther Eisel (1901–1975), Franz Mixa (1902–1994) oder Erich Marckhl (1902–1980) geführt.
1963 erfolgte die Teilung in die „Akademie für Musik und darstellende Kunst“ und die Landesmusikschule. Aus der Akademie entwickelte sich die heutige Universität für Musik und darstellende Kunst Graz und die Landesmusikschule wurde 1980 wieder in ein Konservatorium umbenannt. Langjährige Leiter des Hauses waren Rupert Doppelbauer, Ferdinand Bogner, Anton Bärnthaler und Toni Maier. Der heutige Direktor ist der Pianist Eduard Lanner.